# 除息日
除息日在股市指一個特定日期，如果某一上市公司宣佈派發股息，在除息日之前一日持有它的股票的人士（即股東）可享有該期股息，在除息日當日或以後才買入該公司股票的人則不能享有該期股息。
許多上市公司定期或不定期向股東派發股息，由於這些公司的股東隨股票交易而經常變更，因此需要定出一個登記基準日來判定可享有某期股息的股東名單及他們的持股量。股東如欲收取該期股息，必須確保他的股票在登記基準日前的截止過戶日期前已辦妥過戶手續（即股票轉名手續）。股票成交日期與交收日期通常不是同一天，如果在截止過戶日期前最早的某一日買入的股票已趕不及辦理過戶，即是買方不能享有股息（賣方享有股息），該日即為除息日。
由於在除息日當日買入股票的人已不能享有該期股息，交易所會在除息日開市前自動把該股票的上一交易日收市價扣減股息，定為該股票的開市參考價。